# Gerastollen
Der Gerastollen ist ein Wasserüberleitungsstollen im Thüringer Wald.
Mit 9,85 km Länge ist er der längste der vier Überleitungsstollen im Rahmen des Gesamtkonzeptes „Fernwasserversorgung Nordthüringen“, welches einen Talsperrenverbund aus den Talsperren Ohra, Schmalwasser und Tambach-Dietharz mit den notwendigen Überleitungsstollen beinhaltet (weitere Überleitungstunnel sind der 5,67 km lange Haselbachstollen, der 1,85 km lange Schmalwasserstollen und der 1,1 km lange Mittelwasserstollen). Er dient als Freigefälleüberleitung dem Anschluss des 34,7 km² großen Einzugsgebietes der Zahmen Gera, der Wilden Gera, des Kehltalbaches, des Sieglitzbaches und des Langen Grundes an die Ohratalsperre.